# Larchwood (Iowa)
Larchwood es una ciudad situada en el condado de Lyon, Iowa, Estados Unidos. Tiene una población estimada, a mediados de 2022, de 939 habitantes.

## Geografía
La localidad está ubicada en las coordenadas 43°27′17″N 96°26′11″O / 43.45472, -96.43639 (43.454648, -96.436341). Según la Oficina del Censo, tiene una superficie de 2.69 km², correspondientes en su totalidad a tierra firme.

## Demografía
Según el censo de 2020, en ese momento había 926 personas residiendo en la localidad. La densidad de población era de 344.24 hab./km². El 94.82% de los habitantes eran blancos, el 0.43% eran afroamericanos, el 0.54% eran amerindios, el 0.32% eran asiáticos, el 0.43% eran de otras razas y el 3.46% eran de una mezcla de razas. Del total de la población, el 2.38% eran hispanos o latinos de cualquier raza.